# Megachile pluto
Megachile pluto B.Smith ex Wallace, 1869 è un'ape indonesiana della famiglia Megachilidae. Viene chiamata comunemente anche ape di Wallace.

## Descrizione
Megachile pluto è considerata l'ape più grande del mondo, tanto da essere chiamata ape gigante di Wallace: le femmine possono essere lunghe fino a 39 mm, con un'apertura alare di 63 mm. I maschi crescono solo fino a 23 mm.

## Biologia
È una tagliatrice di foglie che utilizza la resina per creare i compartimenti del proprio nido.
Queste api costruiscono i loro nidi all'interno di termitai attivi, il che spiega perché persino gli abitanti dell'isola non fossero a conoscenza della loro esistenza. Questa caratteristica l'ha resa nota anche come ape muratrice.

## Distribuzione e habitat
La prima scoperta di Megachile pluto avvenne in Indonesia nel 1858 da parte del naturalista Alfred Russel Wallace. La si ritenne successivamente estinta finché non fu "riscoperta" nel 1981 dall'entomologo americano Adam C. Messer, che trovò sei nidi nell'isola di Bacan e altre limitrofe.
Nel gennaio del 2019, a distanza di 38 anni dall'ultimo avvistamento ufficiale, un team di ricercatori guidato da Clay Bolt ed Eli Wyman e finanziato dal Global Wildlife Conservation, è riuscito a filmarne - su un'isola indonesiana delle Molucche del Nord - un esemplare femmina che aveva nidificato all'interno di un termitaio.